# З першого погляду
«З першого погляду» — американський кінофільм режисера Ірвіна Вінклера, що вийшов на екрани в 1999.

## Сюжет
Картина знята на основі реальних подій, описаних відомим американським письменником Олівером Саксом. Побачити світ, який не міг бачити раніше, — це як народитися вдруге. Ще дитиною Вірджіл осліп і потім змушений був жити в світі, який він навіть не знав як виглядає. Що таке колір, пейзаж, як виглядає кохана дівчина? І тут сталося диво: хірург робить неможливе і повертає Вірджілом, вже молодій людині, зір! Ось бинти після операції зняті і йому належить побачити світ своїми очима.

## У ролях
| Актор           | Роль |
| --------------- | ---- |
| Вел Кілмер      | -    |
| Міра Сорвіно    | -    |
| Келлі Макгілліс | -    |
| Стівен Вебер    | -    |
| Брюс Девісон    | -    |
| Нейтан Лейн     | -    |
| Кен Говард      | -    |
| Лаура Кірк      | -    |
| Марго Уїнклер   | -    |
| Дайана Кролл    | -    |

## Знімальна група
- Режисер — Ірвін Вінклер
- Сценарист — Стів Левітт, Олівер Сакс
- Продюсер — Роб Кауен, Ірвін Вінклер, Роджер Парадізо
- Композитор — Марк Айшем